# Chichihualco
Chichihualco (del náhuatl: chichihual ‘pechos, co’‘lugar donde crían o de nodrizas’) es una población mexicana del estado de Guerrero, perteneciente a la región Sierra (a partir del jueves 20 de octubre de 2022 cuando se reforma la Ley de Planeación del Estado de Guerrero) antes región Centro de dicha entidad. Es cabecera del municipio de Leonardo Bravo y se localiza a unos 35 km al noroeste de la ciudad capital Chilpancingo de los Bravo.

## Toponimia
La palabra Chichihualco es de origen náhuatl. Proviene de los vocablos Chichihual (pechos) y co (en), lo que en conjunto significa “lugar donde crían” o “lugar de nodrizas”. Otra versión, traducida con los mismos vocablos, afirma que se expresa como “Lugar donde se reciben niños para amamantarlos”.
Por su parte, el doctor Raúl Morales Villa, quien es originario de Chichihualco, afirma que el vocablo nahua chiche en español es perro, asimismo atl (agua) y co, (lugar) sugiriendo como significado de dichos vocablos “Lugar donde hay perros de agua” (nutrias). Aunque esta relación entre Chichihualco y su significado ha sido desmentida en varias ocasiones, ya que se toma la raíz "chichihual" de senos, y no "chichi" de perro.

## Demografía
De acuerdo a los resultados que arrojó el II Conteo de Población y Vivienda realizado por el Instituto Nacional de Estadística y Geografía (INEGI) en el año 2005, la población de Chichihualco tenía hasta ese año una población total de 10,079 habitantes, dividiéndose ésta cifra por sexo, 4,783 eran hombres y 5,296 eran mujeres.

## Cultura
Los Tlacololeros
Se trata de la danza más representativa del Estado de Guerrero, la cual se fundó en Chichihualco en el año 1890. Actualmente existen una gran variedad de danzas de tlacololeros a lo largo y ancho de Guerrero, pero la original y más conocida de todas es sin duda Los Tlacololeros de Chichihualco.[cita requerida]

## Personas destacadas

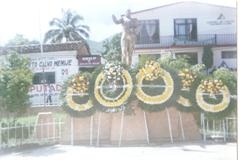
Estatua en bronce del Gral. Nicolás Bravo, ubicada en la alameda central de Chichihualco, su pueblo natal.

- Gertrudis Rueda de Bravo, heroína de la independencia de México, esposa del heroico Leonardo Bravo y madre del Gral. Nicolás Bravo.
- Víctor Bravo (1757-1844), insurgente de la independencia de México.
- Nicolás Bravo (1786-1854), insurgente de la independencia de México, Presidente de la República en diversas ocasiones, compañero de Hermenegildo Galeana y defensor del Castillo de Chapultepec durante la invasión estadounidense, es conocido como El Héroe del Perdón.
- Javier Echeverría Adame Marquina (1896-1987), Revolucionario constitucionalista, tomó parte en las batallas de Tulancingo y Cadereyta. Se adhirió al Plan de Agua Prieta, por lo que es nombrado Jefe del Estado Mayor en el Valle de México. Participó en la rebelión "delahuertista". En 1935 es nombrado agregado militar de México en Alemania e Italia y en 1972 es nombrado Comandante de la Legión de Honor Mexicana hasta su muerte.
- Lamberto Alarcón Catalán (1905-1981), poeta y escritor de grandes obras literarias. También se desempeñó como jefe del Estado Mayor de Guerrero, diputado federal por su estado y administrador de las aduanas de Acapulco y Ciudad Acuña.
- Isabel Castañón Adame, dama chichihualteca, madre del gobernador Rafael Sánchez Castañón.
- Genoveva Alarcón de Abarca (?), dama chichihualteca, madre del Gobernador de Guerrero Raymundo Abarca Alarcón. Su nombre figura en un jardín de niños de la ciudad de Chilpancingo.
- Carlos Adame Camacho (?), político guerrerense, Secretario Particular del Gobernador Alejandro Cervantes Delgado.
- Santiago Memije Alarcón (?), escritor y profesor, también desempeñó labores como detective de la PGJE, destacan sus ensayos sobre las tradiciones y costumbres de su pueblo natal.
- Ismael Catalán Alarcón[6] (?), radiodifusor universitario, locutor de radio UAG, principal medio de difusión universitaria en el Estado de Guerrero.
- Carlos Javier Cabrera Adame (n. 1952), economista, catedrático de la UNAM, coautor de El papel de las ideas y las políticas en el cambio estructural en México y Política social: experiencias internacionales.